# Léopold Massard
Pour les articles homonymes, voir Massard.
Léopold Massard (1812-1889) est un peintre miniaturiste, graveur et lithographe français.

## Biographie
Jean Marie Raphaël Léopold Massard est né le 29 janvier 1812 à Crouy-sur-Ourcq, fils du graveur Alexandre Massard (1777-?), dont il devient l'élève, et de Marie Louise Virginie Tourot. Les Massard appartiennent à une lignée d'artistes remontant à Jean Massard (1740-1822), son grand-père.
Léopold tente le concours des Beaux-arts de Paris et est reçu le 31 mars 1829.

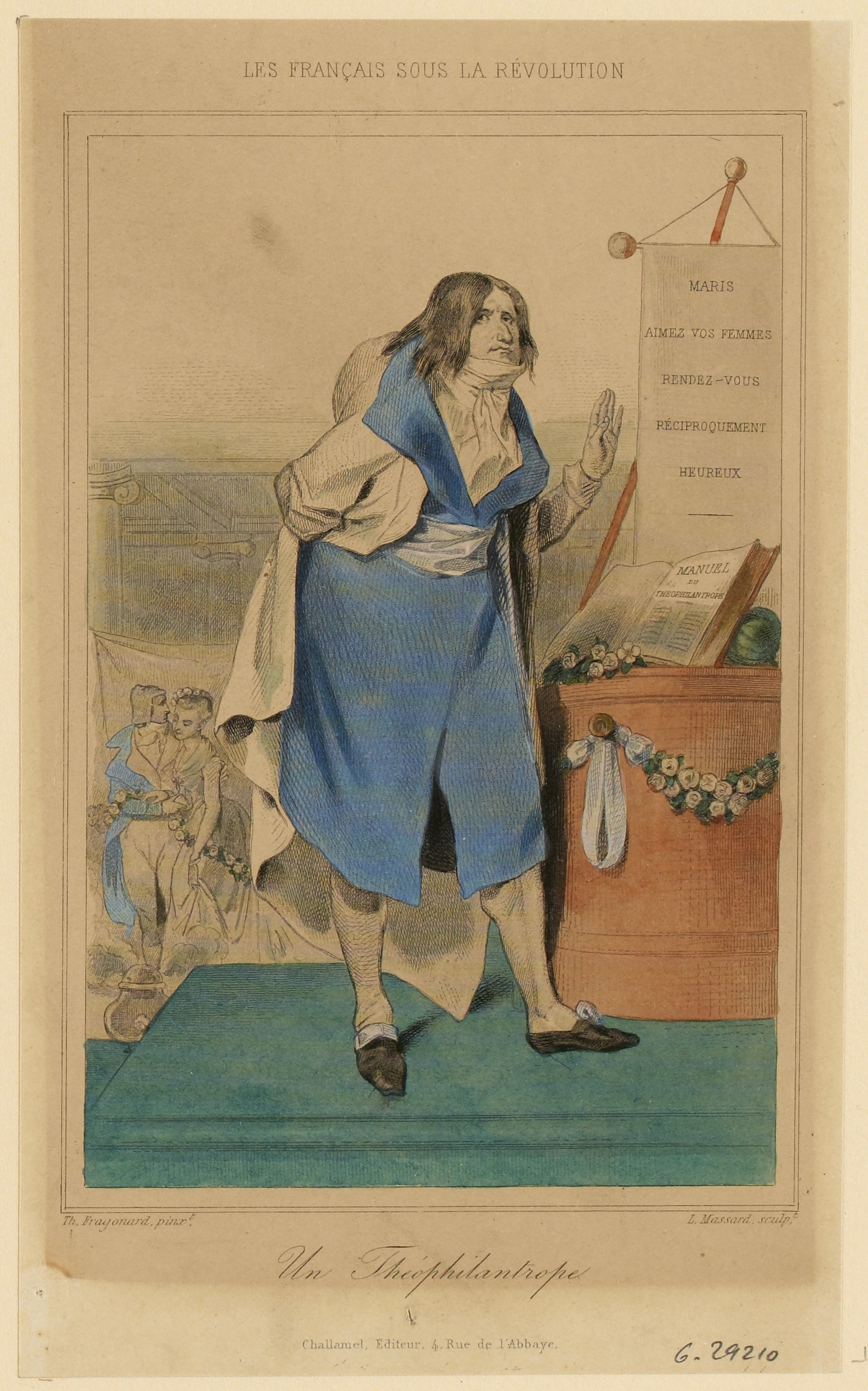
Un théophilanthrope (1843), planche d'après Théophile Fragonard pour Les Français sous la Révolution (Challamel).

Il expose au Salon de Paris à partir de 1845, des scènes d'histoire en miniature. Il y expose ensuite régulièrement, jusqu'en 1888, devenant membre du Salon des artistes français, présentant bientôt des gravures d'interprétation, dont des burins et des lithographies. Il vit au 1 de la rue de La Barouillère.
On connaît de lui des portraits de personnalités, dont les peintres de l'école de Barbizon, et des paysages au pastel.
En 1843, il illustre de burins l'ouvrage d'Augustin Challamel et Wilhelm Ténint, Les Français sous la Révolution avec Henri Baron. En 1873, il illustre l'ouvrage de Jules Clarétie, Peintres et sculpteurs contemporains, publié en deux tomes.
Il est nommé chevalier de la Légion d'honneur le 13 juillet 1880.
Il meurt à Paris le 11 mars 1889.
Marié à Clothilde Agathe Caillat (1818-1871), graveuse, il laisse un fils, Jules-Louis Massard (1848-1924), également graveur.